# Ocalone w tłumaczeniu
Ocalone w tłumaczeniu – książka autorstwa Stanisława Barańczaka, zajmująca się teorią tłumaczenia, po raz pierwszy wydana w 1992 roku. Pierwsza edycja składała się z trzech części, w najnowszym wydaniu uzupełniona została o dwie dodatkowe części. Książkę otwiera „Mały, lecz maksymalistyczny Manifest translatologiczny” – esej, w którym Barańczak na przykładzie przekładów cudzych i własnych przedstawia swoją teorie tłumaczenia wierszy, wskazując problemy, błędy najczęściej popełniane przez tłumaczy i własne rozwiązania. W eseju tym pojawia się pojęcie dominanty semantycznej. Część druga również poświęcona jest przekładowi poezji, poruszana jest tam problematyka tłumaczenia poezji dla dzieci czy przekładu twórczości konkretnych poetów (Brodski, Hopkins, Heaney). Część trzecia poświęcona jest polskim poetom w przekładzie (Białoszewski, Leśmian, Mickiewicz). Część czwarta zajmuje się problematyką przekładu Szekspira. Część piąta „Mała antologia problemów...” zawiera 40 przekładów-łamigłówek, wraz z komentarzami i przykładowymi rozwiązaniami.

## Wydania
| Numer wydania | I                      | II                     | III                    |
| Wydawnictwo   | Wydawnictwo a5         | Wydawnictwo a5         | Wydawnictwo a5         |
| Rok wydania   | 1992                   | 1994                   | 2004                   |
| ISBN          | ISBN 978-83-85568-00-1 | ISBN 978-83-85568-07-0 | ISBN 978-83-85568-64-3 |